# الشابشتي
الشابُشْتي أبو الحسن علي بن محمد، كان كاتب وأديب، تعلق بخدمة العزيز بن المعز العبيدي صاحب مصر، فولاه أمر خزانة كتبه، وجعله دفتر خوان يقرأ له الكتب ويجالسه وينادمه. كان حلو المحاورة لطيف المعاشرة، وله مصنفات حسنة، منها: كتاب «الديارات»، ذكر فيه كل دير بالعراق والموصل والشام والجزيرة والديار المصرية وجميع الأشعار المقولة في كل دير وما جرى فيه، وهو على أسلوب «الديارات» للخالدين وأبي الفرج الأصبهاني، مع أن هذه الديارات قد جمع فيها تواليف كثيرة. له كتاب «اليسر بعد العسر» وكتاب «مراتب الفقهاء» وكتاب «التوقيف والتخويف» وله مكاتبات ومراسلات مضمنة شعرا وحكما، وغير ذلك من المصنفات في الأدب وغيره.

## وفاته
توفي سنة 390 هـ، وقال الأمير المختار المعروف بالمسبحي: توفي سنة 388 هـ، وزاد غيره قائلا: ليلة الثلاثاء منتصف صفر، وكانت وفاته في مصر.